# ادوین تیمروت
ادوین تیمروت (دانمارکی: Edvin Tiemroth؛ ‏ ۱۸ فوریهٔ ۱۹۱۵ – ۱۶ نوامبر ۱۹۸۴) بازیگر و کارگردان فیلم اهل دانمارک بود.
از فیلم‌هایی که وی در آن‌ها نقش داشته‌است، می‌توان به زمستان آخر اشاره نمود که در دومین دورهٔ جشنواره بین‌المللی فیلم مسکو به نمایش درآمد.